# Patuljasti gurami
Patuljasti gurami (lat.: Trichogaster lalius; mlađi sinonim: Colisa lalia) je najmanja riba roda Trichogaster i jedna od najmanjih predstavnika porodice Osphronemidae. Izvorna postojbina su joj zarasle stajaće i sporotekuće vode Indije, a u Europu su kao akvarijske ribe unesene još 1903. godine.

## Izgled i karakteristike
Srebrenasto obojeno tijelo mužjaka je ovalno i prošarano blago nakošenim crvenim i plavim prugama. Leđna i analna peraja je crvenkasta s rasutim krvavocrvenim mrljama. Kod mužjaka je leđna peraja na kraju zaoštrena, a kod ženke zaobljena. Prsne peraje su duge i tanke, a imaju ulogu osjetljivog osjeta opipa. Tijelo ženke je neugledne, sive boje, zbog čega su one sve rjeđe u nespecijaliziranim akvarističkim prodavaonicama. Kako joj i samo ime kaže, odrasle ribe ne rastu više od 7 cm, s tim da su mužjaci veći od ženki.
Patuljasti gurami je svejed, u prirodi se hrane crvima, ličinkama komaraca, slatkovodnim račićima, a ponekad i algama.

## Uzgoj u akvariju
Prosječan životni vijek ovih riba odgajanih u akvariju iznosi četiri godine. Najmanja preporučena zapremina akvarija je 60 litara. Kreću se uglavnom sredinom i površinom akvarija, te u kratkim intervalima izlaze na površinu kako bi uzele određenu količinu kisika iz zraka. Guramijima se zato mora omogućiti svjež i topao zrak iznad površine vode, a tu svrhu može poslužiti i zračna pumpa. Idealna temperatura kreće su u granicama od 26 do 28°C. Patuljasti gurami su vrlo plašljive i stidljive ribe, pa im se mora omogućiti dosta vodenog bilja za skrivanje. Na površini je poželjna određena količina plutajućeg bilja. Tamnije dno ističe intenzivne boje mužjaka.
Gurami su miroljubive ribe i mogu se uzgajati sa svim takvim ribama. Ribe poput tetrazona mogu izgrickati njihove osjetljive prsne peraje, a kako sijamski borac u svim labirintovkama vidi konkurenciju, ni on ne bi trebao biti u akvariju s njima. Mužjaci znaju potjerati druge mužjake ili ženke, ali to se ne može nazvati agresijom. Plaše ih glasni zvukovi. Zahtijevaju visoku kvalitetu akvarijske vode. Voda slabije kvalitete uzrokuje pojavu kožnih bolesti, kao što je ihtioftirijaza. Ona se uspješno liječi zagrijavanjem vode, jer guramiji s lakoćom podnose temperature do 29 °C.

## Razmnožavanje
Proces mriještenja je isti kao kod ostalih predstavnika porodice dvodihalica. Do mrijesta neće doći ako spolno zreo par nije potpuno uparen. U mrijestilištu se moraju postaviti mjesta za skrivanje ženke. Ako su uvjeti ispunjeni, mužjak će početi s gradnjom pjenastog gnijezda. Površina vode mora biti potpuno mirna, a od pomoći su mu plutajuće biljke. Završeno gnijezdo je promjera četiri do pet centimetra i visoko dva do tri centimetra, a gradnja gnijezda može trajati cijeli dan. Par izbacuje i oplođuje ikru ispod gnijezda. Ikra lagano pada na dno, a mužjak je zatim nježno sakuplja ustima i ubacuje u izgrađeno gnijezdo. Odrasla ženka položi od 300 do 800 komada sitne, bjeložućkaste ikre, a brigu o ikri preuzima mužjak. Inkubacija traje dva do tri dana, nakon čega se legu ličinke, koje se prvih dana hrane se na račun žumanjčane kesice.

## Varijeteti
Odgojeno je nekoliko varijeteta patuljastog guramija. Međusobno se razlikuju po debljini crvenih, odnosno plavih pruga, pa je kod nekih guramija primjetna samo jedna boja.

## Galerija slika
- Jarko crveni varijetet
- Plavi varijetet
- Tirkizno / neonsko plavi varijetet

## Vanjske poveznice
|  | Zajednički poslužitelj ima još gradiva o temi Patuljasti gurami |
|  | Wikivrste imaju podatke o taksonu Patuljasti gurami             |